# 上海申美

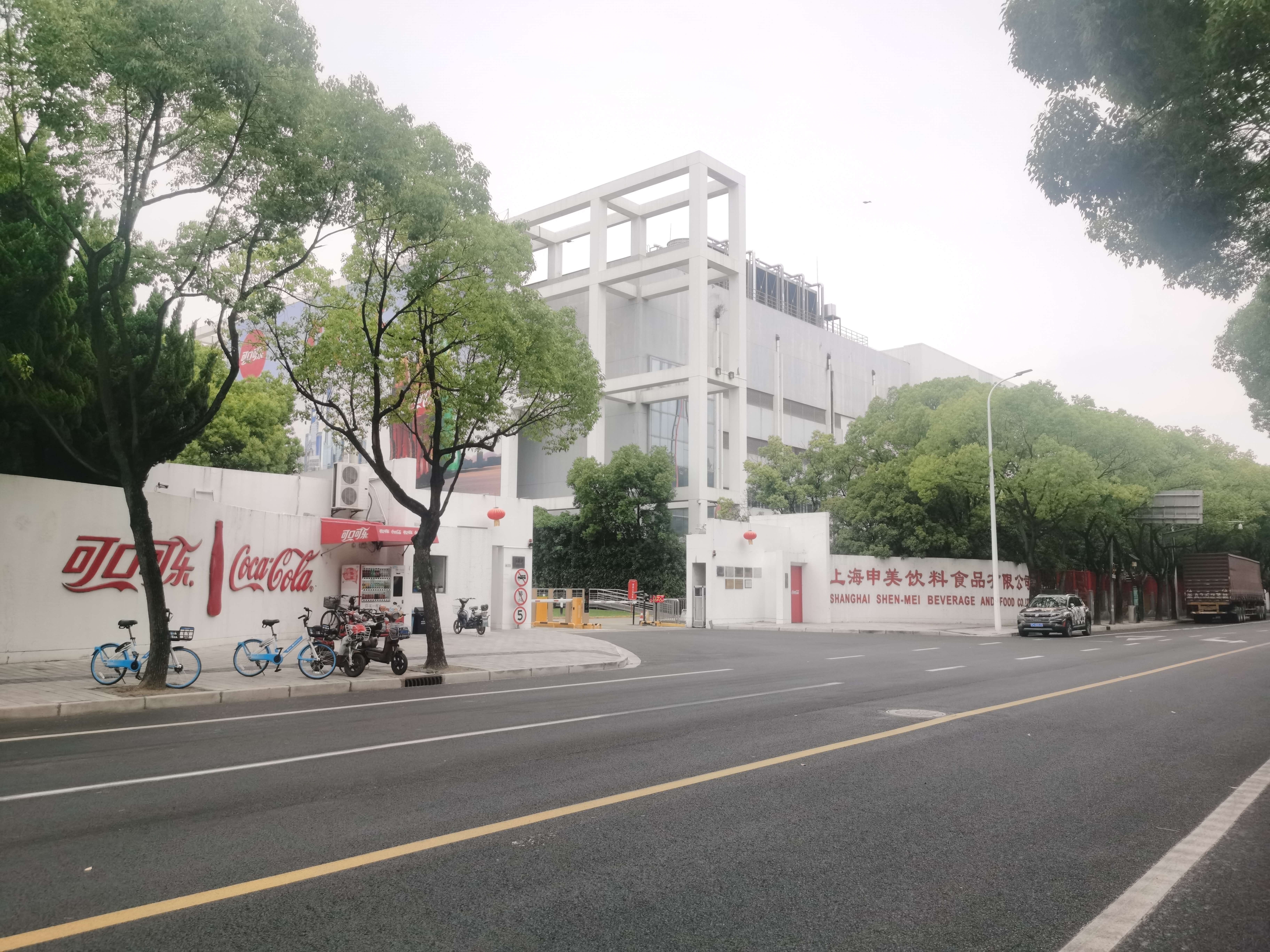
上海申美饮料食品有限公司金桥工厂

上海申美饮料食品有限公司是位於中華人民共和國上海市的可口可乐装瓶公司，由太古可口可乐控股有限公司、上海市食品开发有限公司、上海国际集团资产管理有限公司、上海市食品进出口公司、厦门绿泉实业有限公司投资，成立於1988年9月20日。該公司在浦東新區金桥出口加工区和閔行區經濟技術開發區設有工廠。該公司為可口可樂公司生產可口可乐、雪碧、芬达、雪菲力、怡泉、美汁源等飲料。